# Aire d'attraction de Somain
L'aire d'attraction de Somain est un zonage d'étude défini par l'Insee pour caractériser l’influence de la commune de Somain sur les communes environnantes..

## Définition
L'aire d'attraction d'une ville est composée d’un pôle, défini à partir de critères de population et d’emploi ainsi que d’une couronne constituée des communes dont au moins 15 % des actifs travaillent dans le pôle. Le pôle d’attraction constitue ainsi un point de convergence des déplacements domicile-travail,.

## Géographie
L’aire d'attraction de Somain est une aire intra-départementale qui comporte 5 communes dans le département du Nord. 

### Carte

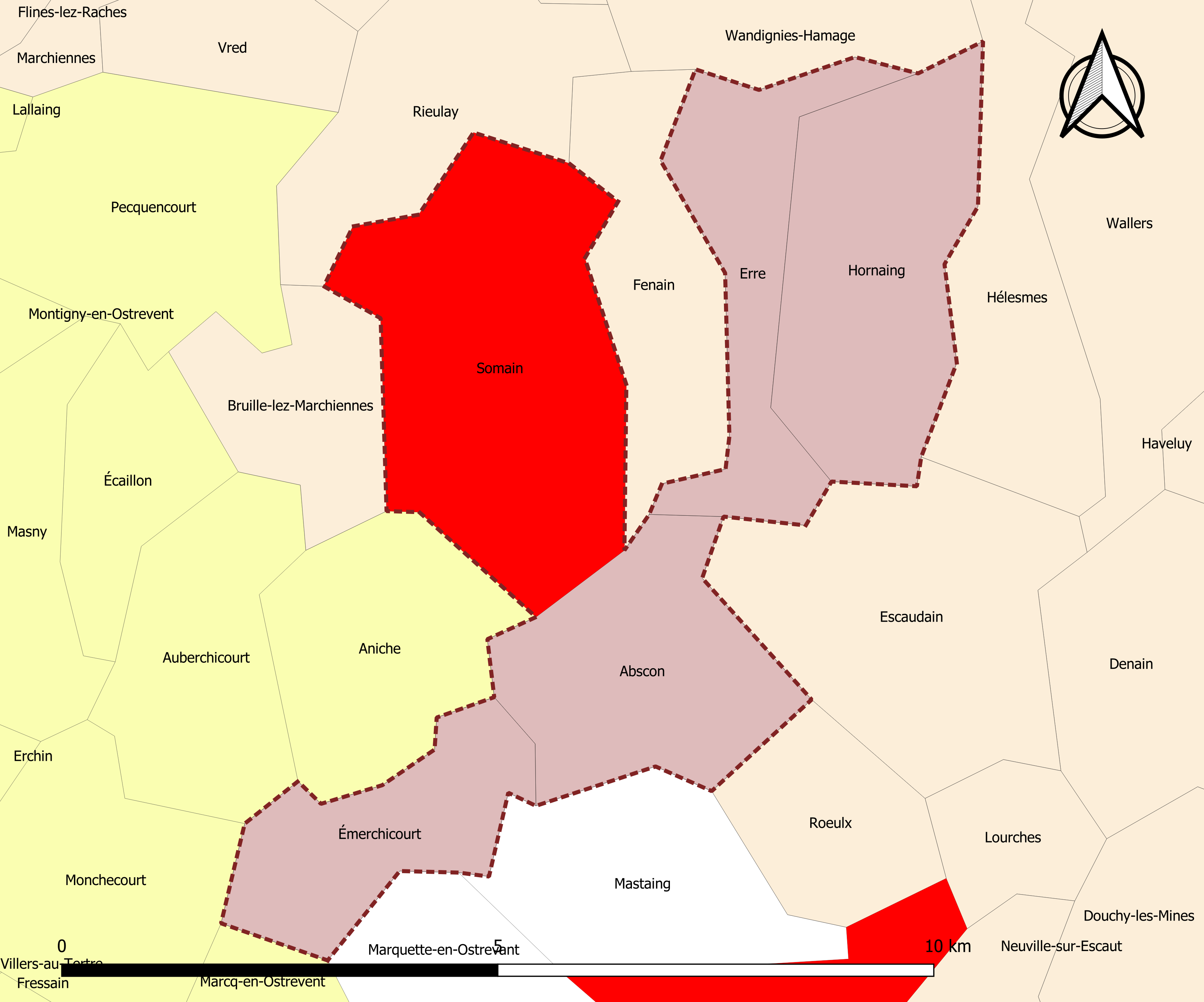
Carte de l'aire d'attraction de Somain.
Commune-centre
Commune du pôle principal

### Composition communale
| Nom                     | Code Insee | Département | Statut                    | Superficie (km2) | Population (dernière pop. légale) | Densité (hab./km2) | Modifier                                    |
| ----------------------- | ---------- | ----------- | ------------------------- | ---------------- | --------------------------------- | ------------------ | ------------------------------------------- |
| Somain (commune-centre) | 59574      | Nord        | commune-centre            | 12,32            | 11 902 (2022)                     | 966                | modifier les données · modifier les données |
| Abscon                  | 59002      | Nord        | commune du pôle principal | 7,27             | 4 160 (2022)                      | 572                | modifier les données · modifier les données |
| Émerchicourt            | 59192      | Nord        | commune du pôle principal | 5,11             | 813 (2022)                        | 159                | modifier les données · modifier les données |
| Erre                    | 59203      | Nord        | commune du pôle principal | 5,88             | 1 576 (2022)                      | 268                | modifier les données · modifier les données |
| Hornaing                | 59314      | Nord        | commune du pôle principal | 8,95             | 3 522 (2022)                      | 394                | modifier les données · modifier les données |

## Démographie
Cette aire est catégorisée dans les aires de moins de 50 000 habitants, une catégorie qui regroupe 12,2 % de la population au niveau national,.